# Fredric Anderberg
Fredric Anderberg, född 20 juni 1994, är en svensk före detta professionell ishockeyspelare (vänsterforward).
Fredric spelade 1 match för AIK säsongen 2013-14. Han har även spelat för Djurgården Hockeys och SDE HF:s juniorer.